# Primera Air
Primera Air was een luchtvaartmaatschappij met sinds 2014 hoofdkwartieren in Kopenhagen, Denemarken (Primera Air Scandinavia - IATA PF) en Riga, Letland (Primera Air Nordic - IATA 6F en hoofdkantoor). Het was een dochteronderneming van het IJslandse Primera Travel Group. Zij voerde op basis van zomer- en winterschema's wisselende vluchten uit naar 41 bestemmingen vanuit 9 Europese basissen. Het betrof een mengeling van (Europese) bestemmingen in het Middellandse zeegebied en Noord-Amerikaanse bestemmingen. Primera Air voerde haar vluchten uit met een Deense en een Letse vergunning. Op 2 oktober 2018 staakte de luchtvaartmaatschappij haar activiteiten.

## Geschiedenis
De luchtvaartmaatschappij werd in 2003 door IJslandse investeerders opgericht onder de naam JetX Airlines. De Primera Travel Group is de eigenaar van de luchtvaartmaatschappij.
Op 1 oktober 2018 werd bekend dat Primera Air ging stoppen met zijn vluchten, om op 2 oktober het faillissement aan te vragen. "Zonder bijkomende financiering zien we geen andere mogelijkheid om onze activiteiten stop te zetten" was de verklaring van de directie. Ook het personeel werd via e-mail op de hoogte gebracht. Daarmee kwam er ook een einde aan de ambitieuze plannen van de nieuwkomer. Naast vluchten uit Brussel, Londen en Parijs wou Primera Air ook lijndiensten starten naar de Verenigde Staten vanuit  verschillende andere Europese steden, waaronder Berlijn, Frankfurt en Madrid. 
Opgeheven 2 oktober 2018

## Vloot
De vloot van Primera Air Airlines was verspreid over negen Europese basissen. Ze bestond anno augustus 2018 uit:
- 8 Boeing 737-800 (Europees verkeer)
- 2 Boeing 737-700 (Europees verkeer)
- 5 Airbus A321-Neo (transatlantische vloot)

Er waren nog 3 bijkomende Airbus A321neo toestellen in bestelling, met geplande levering in 2018.
De maatschappij had voor de uitbreiding van de transatlantische vloot ook 10 Boeing 737 MAX 9 toestellen in bestelling, die vanaf 2019 zouden worden geleverd.

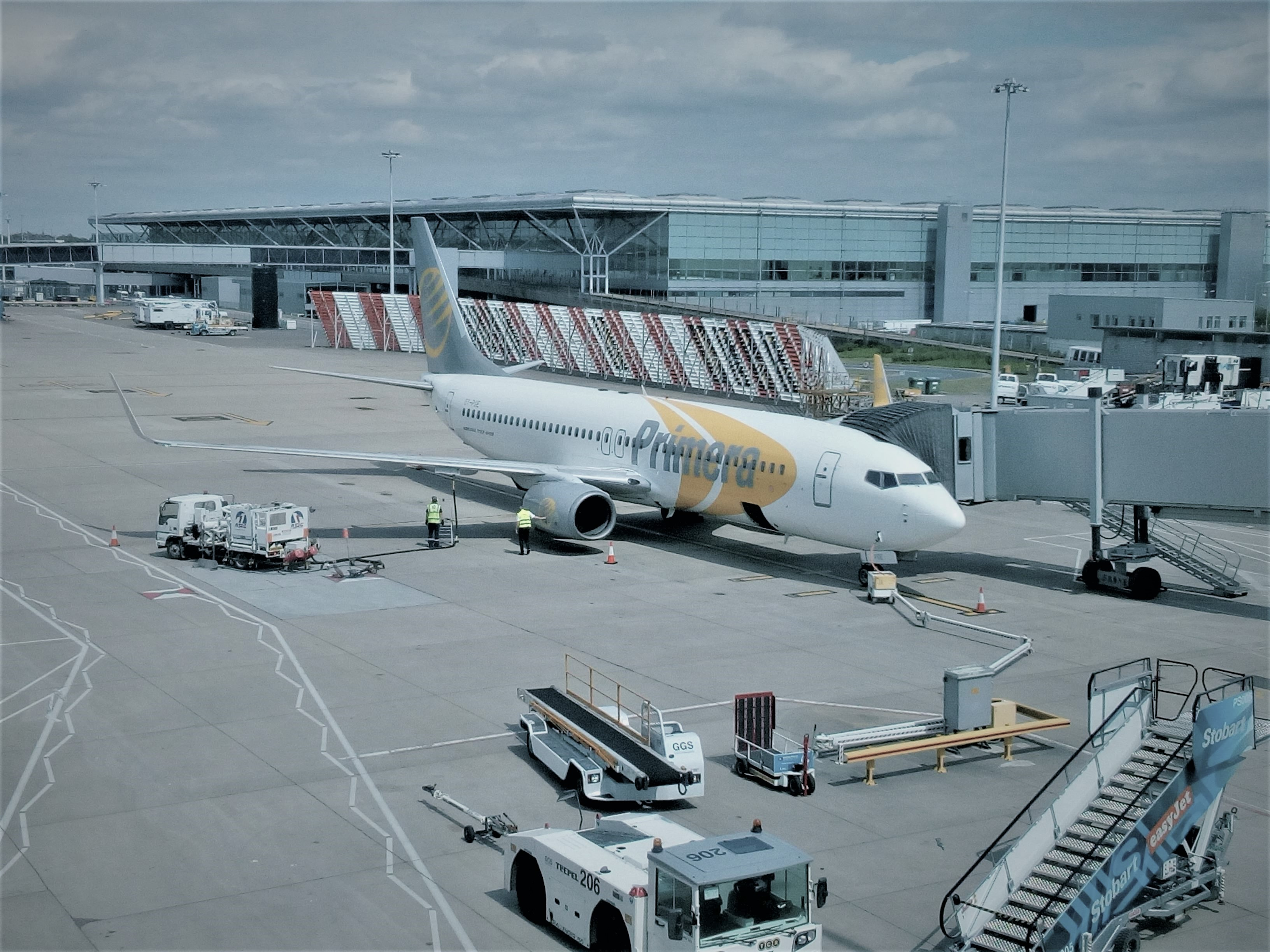
Een Primera Air Boeing 737-800 op London Stansted Airport

### Onderhoud
De toestellen van Primera Air werden (voor een deel) onderhouden door de technische dienst van Austrian, genaamd Austrian Technik.